# 卡彭特 (北卡羅萊納州)
卡彭特（英語：Carpenter）是位於美國北卡羅萊納州韋克縣的非建制地區。

## 歷史
卡彭特的郵局於1906年設立，其後於1933年停運。

## 地理
卡彭特所處的海拔為高於海平面119米（即390英呎），而該地所採用的時區為UTC-5，即北美东部时区（EST）。同時該地設有夏令時間，為UTC-5調快一小時，即UTC-4（EDT）。